# Школа № 80 (Санкт-Петербург)
ГБОУ «Сре́дняя общеобразова́тельная шко́ла № 80» (бывший Городской училищный дом им. А. С. Пушкина) — школа на Петроградской стороне в Санкт-Петербурге с углублённым изучением английского языка.

## Основные характеристики

### Характер деятельности
Школа осуществляет обучение по программам всех ступеней среднего образования с 1 по 11 класс, реализует программы, обеспечивающие дополнительную (углублённую) подготовку обучающихся по английскому языку, а также оказывает дополнительные образовательные услуги (подвижные игры, кружок «Умелые руки», хоровая студия «Журавлёнок»).

Специфика работы состоит в обеспечении образовательных маршрутов школы с углубленным изучением английского языка. Приоритетным видом деятельности школы является образовательный процесс, призванный обеспечить подготовку выпускников школы до уровня конкурентоспособных участников рынка труда.— 

### Характеристики по числу учащихся
- Реальная наполняемость — 840.
- Среднее количество учащихся в классе – 27 чел.

### Руководство
Директор школы Ю. В. Козырев — кандидат педагогических наук, Почётный работник общего образования РФ.
Заместитель директора по научно-методической работе Л. Р. Окова — Заслуженный учитель Российской Федерации, Почётный работник общего образования РФ.
Заместители директора по учебно-воспитательной работе Н. Ю. Сидорова, по учебно-воспитательной работе Т. П. Пекарская, по воспитательной работе Е. Р. Вишнякова, по начальным классам Е. В. Возная -
— Почётные работники общего образования РФ.
Заместители директора по иностранным языкам Е. С. Ливицкая, по информатизации П. А. Аксютин. 

## История
Решение о создании Училищного Дома имени А.С. Пушкина было принято Городской думой Санкт-Петербурга в 1898 году, в преддверии столетия со дня рождения А.С. Пушкина. Для этой цели намеревались приобрести дом на Мойке, 12, где умер поэт, но этот план осуществить не удалось. Тогда был объявлен конкурс на проект Училищного дома. Одновременно проходил сбор средств на строительство.
В начале 1904 года комиссия под руководством архитектора И. С. Китнера из четырёх поданных на конкурс проектов выбрала проект архитектора-художника И. И. Яковлева как самый функциональный. Строительство здания на Большой Ружейной улице (ныне ул. Мира) началось после доработки проекта осенью 1905 года, а 1 сентября 1907 года состоялось освящение школы и церкви при ней, и школа приняла своих первых учеников. Здание школы — четырёхэтажное, церковь же (закрытая в 1918 и ликвидированная в 1922 г.) находилась в его центральной двухэтажной части, рядом с рекреационным залом, и отделялась от него раздвижной перегородкой.
До революции при школе собиралось Общество в память Иоанна Кронштадтского и кружок законоучителей Петербургской стороны.
В 1930-х школа под руководством Марии Яковлевны Перкиной получила название Первой образцовой. О её первых выпускниках писала Ольга Берггольц, школа стала своеобразной лабораторией педагогических вузов Ленинграда. 15 февраля 1935 года школа была признана лучшей в стране.
В 1960-х это уже была 80-я школа с преподаванием ряда предметов на английском языке, а её директором стала Валентина Фёдоровна Терещук — Заслуженный учитель школы РСФСР, начальник Главного управления народного образования Ленинграда.
В 1980-е годы по инициативе Совета ветеранов был создан Пушкинский класс, в 1987 году открыт школьный музей, действующий по сей день.
В 1996—2003 годах школа № 80 совместно с Институтом русской литературы РАН и администрацией Петроградского района выступала учредителем общегородского смотра-конкурса «Наш Пушкин».

## Гимн школы
Гимном школы стала песня Юлия Кима «19 октября»:

На дорогах наших дней,

В перепутьях общежитий

Ты — наш друг, ты — наш учитель,

Славный Пушкинский лицей!

Под твоей бессмертной сенью

Научиться бы вполне

Безоглядному веселью,

Бескорыстному доверью,

Вольнодумной глубине!

## Награды
- В 2010 году школа № 80 стала победителем конкурса «Сделано в Санкт-Петербурге» «за образовательный продукт — учебно-методический комплекс по информатике (программа и рабочая тетрадь с мультимедийным сопровождением) для учащихся начальных классов»[3] и награждена Золотым Знаком качества «Сделано в Санкт-Петербурге» и почётным дипломом.
- В 2010 году победитель Всероссийского конкурса профессионального мастерства педагогов — учительница начальных классов школы № 80 Ирина Ермакова была награждена медалью «За службу образованию»[4].
- В 2011 году школа стала победителем Конкурса образовательных учреждений, внедряющих инновационные образовательные программы.
- В 2012 году школа стала лауреатом Конкурса инновационных продуктов.